# Nocturnes (album)
Nocturnes je druhé studiové album skupiny Uh Huh Her, které bylo celosvětově vydáno 11. října 2011. Album obsahuje 4 singly "Another Case", "Disdain", "Wake To Sleep" a "Human Nature".

## Zázemí a živá vystoupení
Rok před vydáním alba Nocturnes byla skladba "Same High" dostupná na EP "Black & Blue". V září roku 2011 bylo oznámeno, že album vyjde 11. října. 15. září začala kapela vysílat upoutávku na album, která obsahovala songy "Another Case" a "Same High".
Producentkou alba je Wendy Melvoin ze společnosti Wendy & Lisa.
9. ledna 2012 vystupovala skupina v live show Jimmy Kimmela s písněmi "Marstorm" a "Disdain". Video z tohoto vystoupení bylo zhlédnuto 12 000x během tří dnů.
K tomuto albu bylo naplánováno turné po celých Spojených státech amerických a po některých evropských zemích (Spojené království, Nizozemí). Probíhalo od března roku 2011 do května roku 2012 a obsahovalo více než 40 vystoupení.
Camila Grey, zpěvačka kapely, uvedla, že album bylo inspirováno nocí a temnotou, Leisha Hailey dodala, že toto album je zároveň o věcech, o kterých přemýšlíte, když spíte.

## Vydání
Na rozdíl od předchozího studiového alba Common Reaction, bylo album Nocturnes napsáno bez jakékoliv pomoci od manažerů či producentů. Celé album bylo vytvořeno kapelou. Peníze na vydání alba vydělaly prodejem maleb a jiných osobních věcí. Konečně vydaly album "bez jakéhokoliv tlaku" jak prohlásila Hailey.

## Užití v médiích
Skladba "Same High" je součástí soundtracku k filmu Děcka jsou v pohodě a píseň "Time Stand Still" je na soundtracku k televiznímu seriálu The Secret Circle. Skladba "Human Nature" měla zaznít ve filmu Twilight.

## Seznam skladeb
| Pořadí         | Název             | Délka |
| -------------- | ----------------- | ----- |
| 1.             | Marstorm          | 4:02  |
| 2.             | Another Case      | 3:24  |
| 3.             | Disdain           | 2:48  |
| 4.             | Wake To Sleep     | 4:09  |
| 5.             | Human Nature      | 4:28  |
| 6.             | Many Colors       | 2:27  |
| 7.             | Debris            | 2:45  |
| 8.             | Criminal          | 4:13  |
| 9.             | Same High         | 3:57  |
| 10.            | Darkness Is       | 3:34  |
| 11.            | Time Stands Still | 4:11  |
| Celková délka: | Celková délka:    | 40:09 |

## Hudební videa
- "Another Case" (2011)[1]
- "Human Nature" (2012)[2]
- "Debris" (2011)[3]
- "Wake To Sleep" (2012)[4]